# Джорджо Муджани
Джорджо Муджани (на италиански: Giorgio Muggiani) е италиански художник, карикатурист, пионер в публицистиката и футболен съдия.

## Биография
Роден е в Милано на 14 май 1887 г. Завършва образованието си в Швейцария, където е запленен от страстта на футболната игра.
След като се връща в Италия, става член на АК Милан, малко след което го напуска и заедно с 43 отцепници, в навечерието на 9 март 1908 г. основават футболен клуб Интер Милано. Муджани проектира и избира емблемата и цветовете на отбора, които се носят и до днес.
През 1914 г. по молба на младия публицист Бенито Мусолини той проектира графичния модел на вестник Il Popolo d'Italia, с който по-късно ще се съобразяват повечето италиански вестници.